# Zomicarpa pythonium
Zomicarpa pythonium là một loài thực vật có hoa trong họ Ráy (Araceae). Loài này được (Mart.) Schott miêu tả khoa học đầu tiên năm 1856.